# Antoaneta Stefanova
Antoaneta Stefanova (en bulgare : Антоанета Стефанова), née le 19 avril 1979 à Sofia (Bulgarie), est une joueuse d'échecs et femme politique bulgare.
Championne du monde d'échecs entre 2004 et 2006, elle est, au 1er juin 2021, la 21e joueuse mondiale avec un classement Elo de 2470,.

## Biographie et carrière
Stefanova a été initiée aux échecs dès l'âge de 4 ans par son père Andon Stefanov, avec sa sœur aînée Liana. 
En 1989, Antoaneta Stefanova remporte le championnat du monde des filles de moins de 10 ans à Aguadilla (Porto Rico), puis le tournoi tchécoslovaque des moins de 14 ans.

### Compétitions par équipe
Depuis 1994, elle participe aux championnats parmi les grands maîtres de la discipline, finissant même 7e au championnat bulgare mixte de 1993. Participant depuis 1992 dans l'équipe féminine de Bulgarie aux Olympiades d'échecs, son entraîneur l'inclut dans l'équipe masculine pour l'Olympiade d'İstanbul en 2000. En 2002, elle remporte le championnat d'Europe d'échecs individuel féminin.
Jouant au premier échiquier de l'équipe de Bulgarie, elle remporte le Championnat d'Europe d'échecs des nations en 2023
Parmi les dix meilleures joueuses au monde depuis 1997, elle reçoit le titre de grand maître international en 2003, alors porté par seulement dix autres femmes.

### Championne du monde

#### Parties lentes (2004)
En 2004, elle remporte le championnat du monde féminin 2004 à Elista, en Kalmoukie, titre qu'elle cède à la chinoise Xu Yuhua en 2006 à Iekaterinbourg.
| Année | Lieu                    | Résultat                         | Ultime adversaire      | Adversaires battues                                                                                           |
| ----- | ----------------------- | -------------------------------- | ---------------------- | --- |
| 2001  | Moscou                  | deuxième tour                    | Peng Zhaoqin           | Pallavi Shah                                                                                                  |
| 2004  | Elista                  | Championne du monde              | Ekaterina Kovalevskaïa | Tan Zhongyi Tatiana Vassilievitch Natalia Joukova, Nana Dzagnidzé Maïa Tchibourdanidzé Ekaterina Kovalevskaïa |
| 2006  | Iekaterinbourg, Russie  | deuxième tour                    | Iweta Radziewicz       | Amina Mezioud                                                                                                 |
| 2008  | Naltchik, Russie        | quart de finale (quatrième tour) | Pia Cramling           | Karen Zapata Ju Wenjun Inna Gaponenko                                                                         |
| 2010  | Hatay, Turquie          | deuxième tour                    | Huang Qian             | Ingrid Aliaga Fernandez                                                                                       |
| 2012  | Khanty-Mansiïsk, Russie | Finaliste                        | Anna Ushenina          | Marina Romenko Zhu Chen Monika Soćko Marie Sebag Dronavalli Harika                                            |
| 2015  | Sotchi                  | troisième tour                   | Mariya Mouzytchouk     | Nguyễn Thị Thanh An Inna Gaponenko                                                                            |
| 2017  | Téhéran                 | quart de finale (quatrième tour) | Anna Mouzytchouk       | Yaniet Marrero López Salomé Melia Nino Khourtsidzé                                                            |
| 2018  | Khanty-Mansiïsk         | troisième tour                   | Anna Mouzytchouk       | Sabina-Francesca Foisor Dinara Saduakassova                                                                   |

En 2010, lors du Championnat du monde opposant Viswanathan Anand à Veselin Topalov, elle commente les parties en direct en anglais et en bulgare aux côtés de Zurab Azmaiparashvili.
| Année | Lieu    | Résultat                            | Ultime adversaire       | Adversaires battues                             |
| ----- | ------- | ----------------------------------- | ----------------------- | ----------------------------------------------- |
| 2021  | Sotchi  | huitième de finale (quatrième tour) | Aleksandra Goriatchkina | Aleksandra Maltsevskaïa Natalia Pogonina        |
| 2025  | Batoumi | troisième tour                      | Lei Tingjie             | Puteri Munajjah Az-Zahraa Azhar Elina Danielian |

#### Parties rapides (2012)
En 2012, Antoaneta Stefano remporte le championnat du monde féminin de parties rapides sur le score de 8.5/11 avec une performance Elo à 2 700. Elle ne perdit aucune partie.

## Parcours politique
En avril 2021, elle est élue député au sein du parti Il y a un tel peuple. Elle a été désignée par celui-ci pour être premier ministre, mais ce parti n'ayant pas de majorité, sa candidature n'aboutit pas.